# 승강장
승강장(乘降場) 혹은 플랫폼(영어: platform)은 전철역이나 철도역에서 화물이나 승객이 열차에 타고 내리기 위해 만든 시설물이다. 플랫폼을 폼으로 줄여 부르는 경우가 많으며, 플랫폼을 일본어식으로 줄여 부른 “호무”(일본어: ホーム)에서 유래한 홈으로 부르는 경우도 있고, 대한민국에서도 '홈'이란 표기로 많이 통용된다. 최근 폼과 홈은 타는 곳으로 일부 순화되었다.

## 규격

### 높이
승강장의 높이는 나라마다, 노선의 종류에 따라 달라진다. 유럽과 한국의 간설철도 시설의 경우 승강장의 높이가 지면에 가까운 저상승강장이 많으며, 일본에서는 거의 모든 일반 열차 시설이 고상승강장을 사용한다. 승객이 많은 지하철 또는 근교통근열차의 경우 원활한 승하차를 위하여 단차를 없앨 목적으로, 승강장을 높인 고상승강장이 일반적으로 채용된다. 노면 전차는 승강장이 도로노면에 설치되는 특성상 저상 승강장을 주로 사용한다.
대한민국에서는 철도건설규칙 제28조와 제29조에 의해 저상 승강장은 레일 윗면으로부터 500mm 이하, 전동차용 고상 승강장은 1,135mm로 규정되어 있다.

### 길이
승강장 길이는 일반적으로 해당 노선에서 운영되는 열차 전체의 길이가 들어갈 수 있을만큼 길게 설치된다. 그러나 승강장 건설가능 공간의 부족, 또는 임시승강장 등의 이유로 승강장이 열차보다 짧은 경우도 다수 존재한다. 승강장 건설가능 공간 부족의 경우, 일본 고시고에역, 임시승강장의 경우 용유기지임시역의 사례가 있다.

## 형태
승강장은 그 역의 입지 조건이나 열차 운행 편수 등의 특성에 따라 다양한 형태로 배치된다. 여러 개의 승강장이 설치된 역에서는 건널목, 육교, 지하도 등을 통하여 승강장과 승강장 사이나 역사를 연결하며, 2개 이상의 선로가 같은 승강장을 사용하는 경우도 있다. 또한 승강장 사이에 통과선을 배치하여 열차 운용을 원활하게 하거나 여러 노선의 승강장이 고가나 지하로 교차되기도 한다. 역에 따라서는 여러 방식의 승강장을 혼합해서 쓰기도 한다.

### 승강장 높이에 따른 구분

#### 고상 승강장 (고상홈)

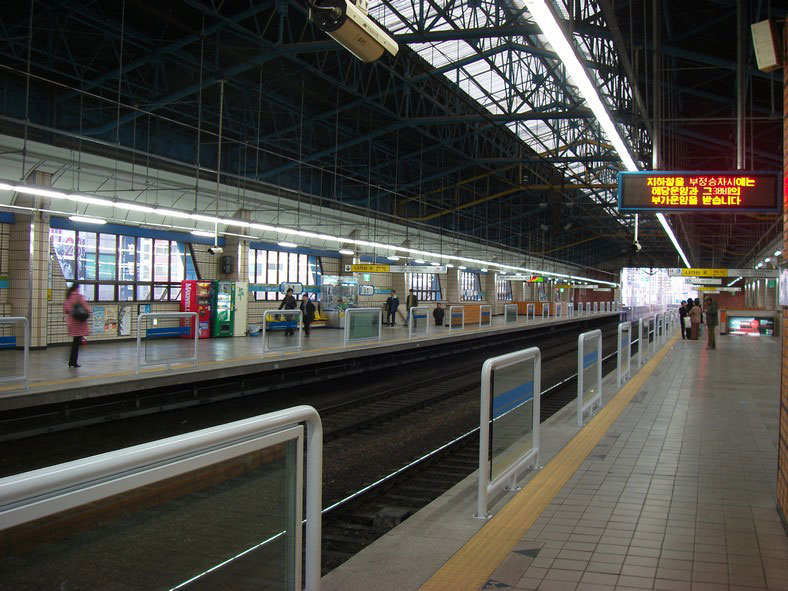
수도권 전철 4호선 노원역의 고상 승강장(최근 스크린도어가 설치되었다.)

고상 승강장(高床乘降場) 혹은 고상홈(高床, platform)은 열차의 바닥과 같은 높이의 승강장을 의미한다. 일반적인 전철에서 사용되며 한국에서는 수도권 전철이 개통하면서 사용되기 시작하였고 그 후부터 모든 통근형 전동차는 고상 승강장을 채택하게 되었다. 한국의 고상 승강장의 규격은 선로 윗면으로부터 1,135mm로 규정되어있다. 저상 승강장에 비해 승차 시 열차와의 높이에 차이가 없어 별도의 계단 없이 승차하기 편하다는 장점이 있으나 승강장과 선로간의 높이가 높아 추락사고 시 올라오기 어렵다는 단점이 있다.

중상 승강장 (중상홈)
중상승강장 혹은 중상홈은 열차의 바닥높이보다 조금 낮은 승강장이다.

#### 저상 승강장 (저상홈)

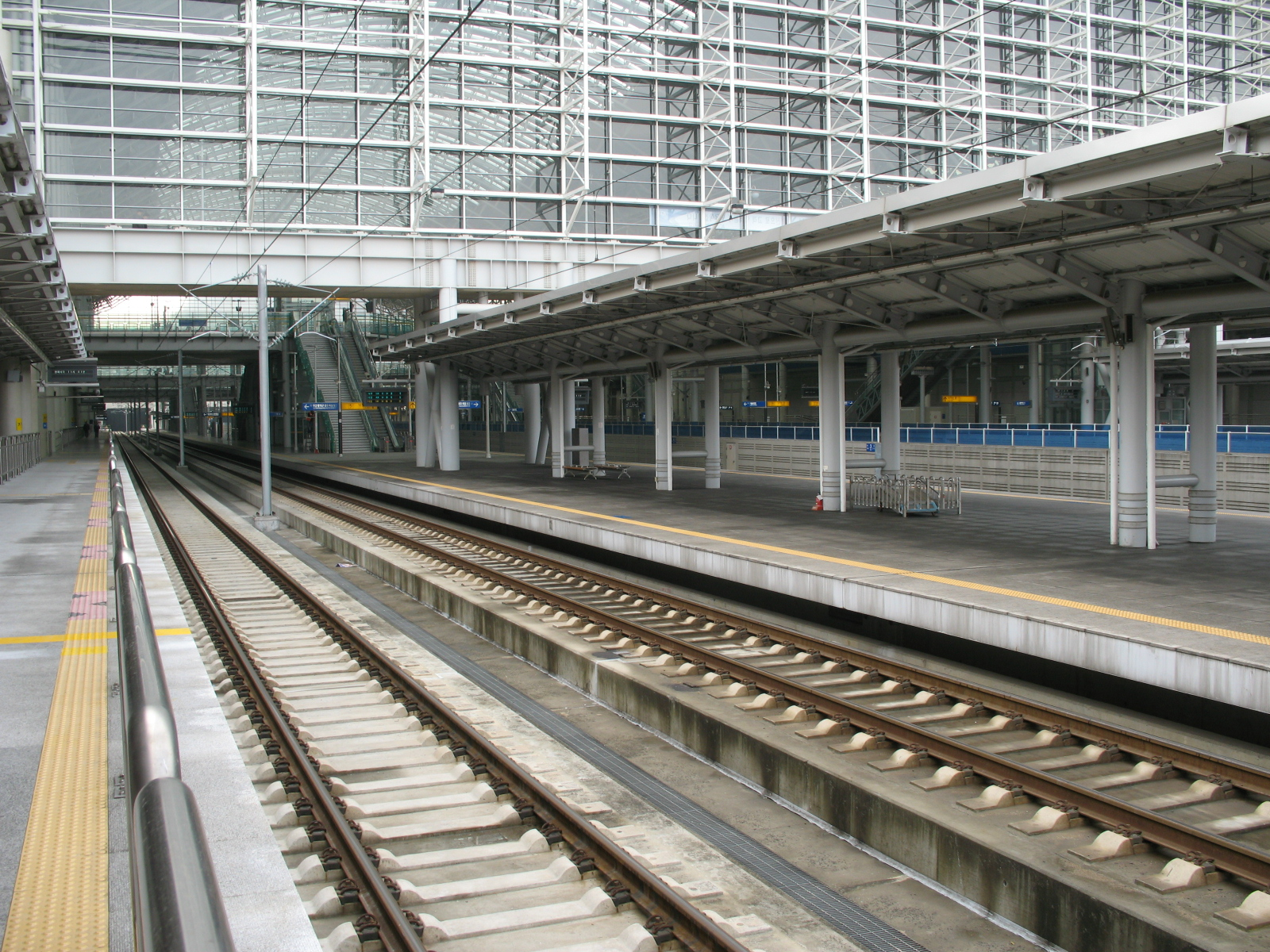
경부고속선 광명역의 KTX 저상 승강장

저상 승강장(低床乘降場) 혹은 저상홈(低床, platform)은 열차의 바닥보다 낮은 높이의 승강장을 의미한다. 일반적으로 고속철도 KTX, SRT와 새마을호, 무궁화호 등의 열차의 정차시에 사용되며 한국에서는 경인선이 개통하면서 사용되기 시작하였고 그 후 모든 간선 철도역에서 저상 승강장을 채택하게 되었다. 한국의 저상 승강장은 선로 윗면으로부터 500mm 이하로 만들어져 있기 때문에 승하차시 계단을 이용해야 하므로 휠체어를 탄 장애인이나 노약자들이 이용하기 어렵다는 단점이 있다. 한국을 비롯한 대부분의 국가에서는 간선 철도에 저상 승강장을 채택하고 있으나 일본의 고속철도 신칸센의 경우 고상 승강장을 채택하였다.

### 승강장 구조에 따른 구분
승강장 구조별 역사목록은 대한민국의 승강장 구조별 역사 목록 문서를 참조하길 바란다.

#### 단선식 승강장
| ↕승강장 |

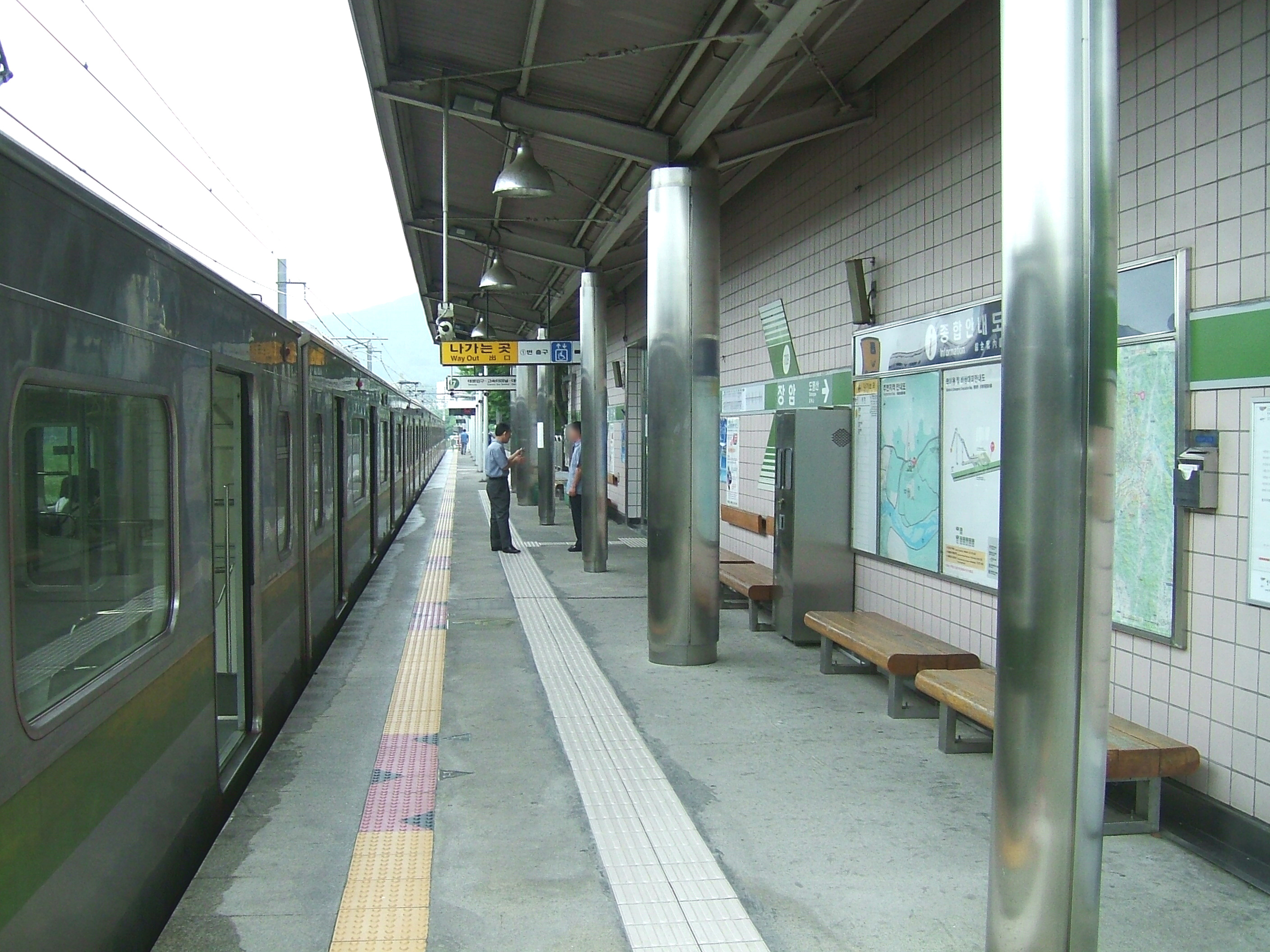
서울지하철 7호선 장암역 단선 승강장

1선만을 가지는 배선구조에 승강장 1면을 붙인 형태의 승강장. 개찰구가 없는 역이나 차내에서 운임을 지불하는 노면전차 등의 역은 승강장만 설치되어 있는 경우가 존재한다.
선로가 하나뿐이므로 매우 제한적인 열차취급 능력을 갖는다. 단선인 노선의 역이나, 일방통행이 이뤄지는 선로의 역, 드물게 배선구조상의 이유 혹은 공간 부족으로 배선이 제약되는 역에서 주로 설치된다. 노선 단선의 경우, 소요산역, 일방통행의 경우 서울 지하철 6호선의 응암순환 구간이 대표적이다. 배선구조의 경우 까치산역, 신내역, 장암역, 경의선 서울역 등이 있다.

#### 상대식 승강장
| 승강장↓↑승강장 |

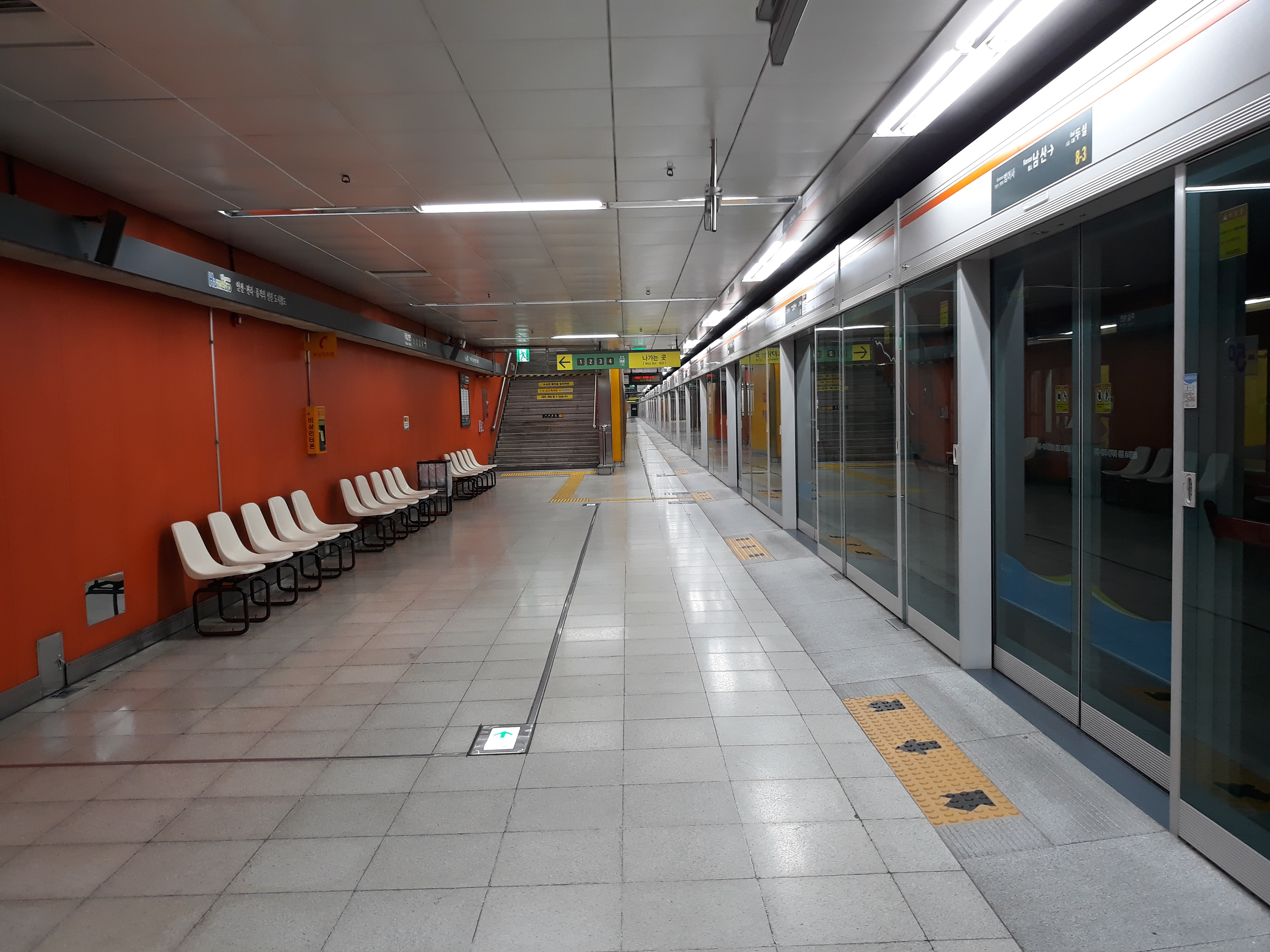
부산 도시철도 1호선 남산역의 상대식 승강장

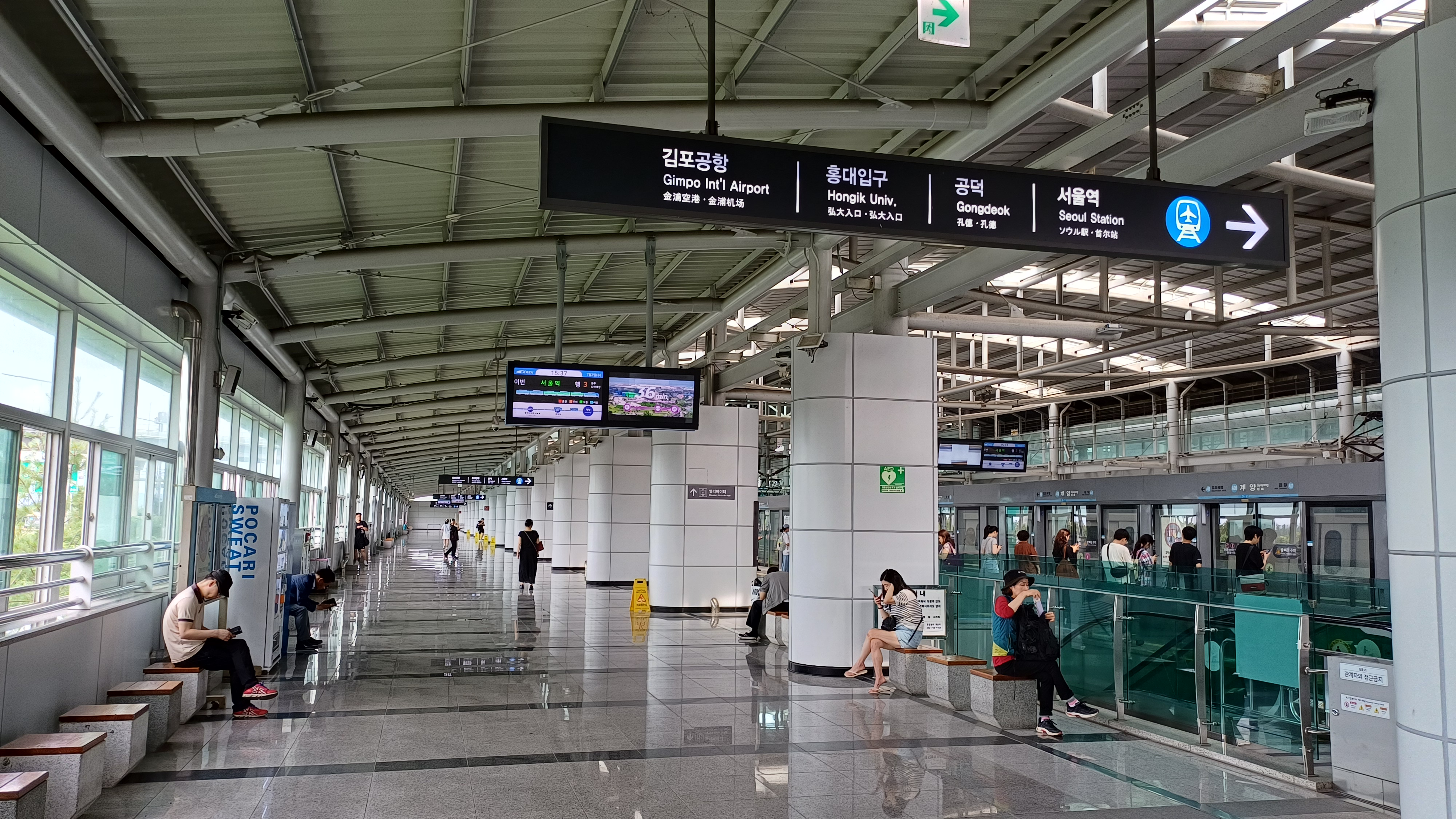
인천국제공항철도 계양역의 상대식 승강장

승강장 2면을 선로 양 옆에 설치한 형태로, 승강장끼리 마주 보게 설치한 형태이다. 승강장이 선로 바깥쪽에 있기 때문에 비교적 확장이 쉽고 이미 건설된 선로 중간에 시설하기도 용이하다.

#### 폐쇄식 승강장
| 승강장↓ 벽 ↑승강장 |

서울 지하철 2호선 아현역, 수도권 전철 8호선 산성역에서 볼 수 있는 승강장의 형태다. 상대식 승강장인데도 선로 중간에 벽이 있어 반대쪽 승강장을 볼 수 없는 승강장이다. SRT 동탄역도 비슷한 승강장을 가지고 있다. 차이점은 벽이 두 개 있고 벽 사이에 통과선이 있다는 점이다.

#### 섬식 승강장
| ↓승강장↑ |

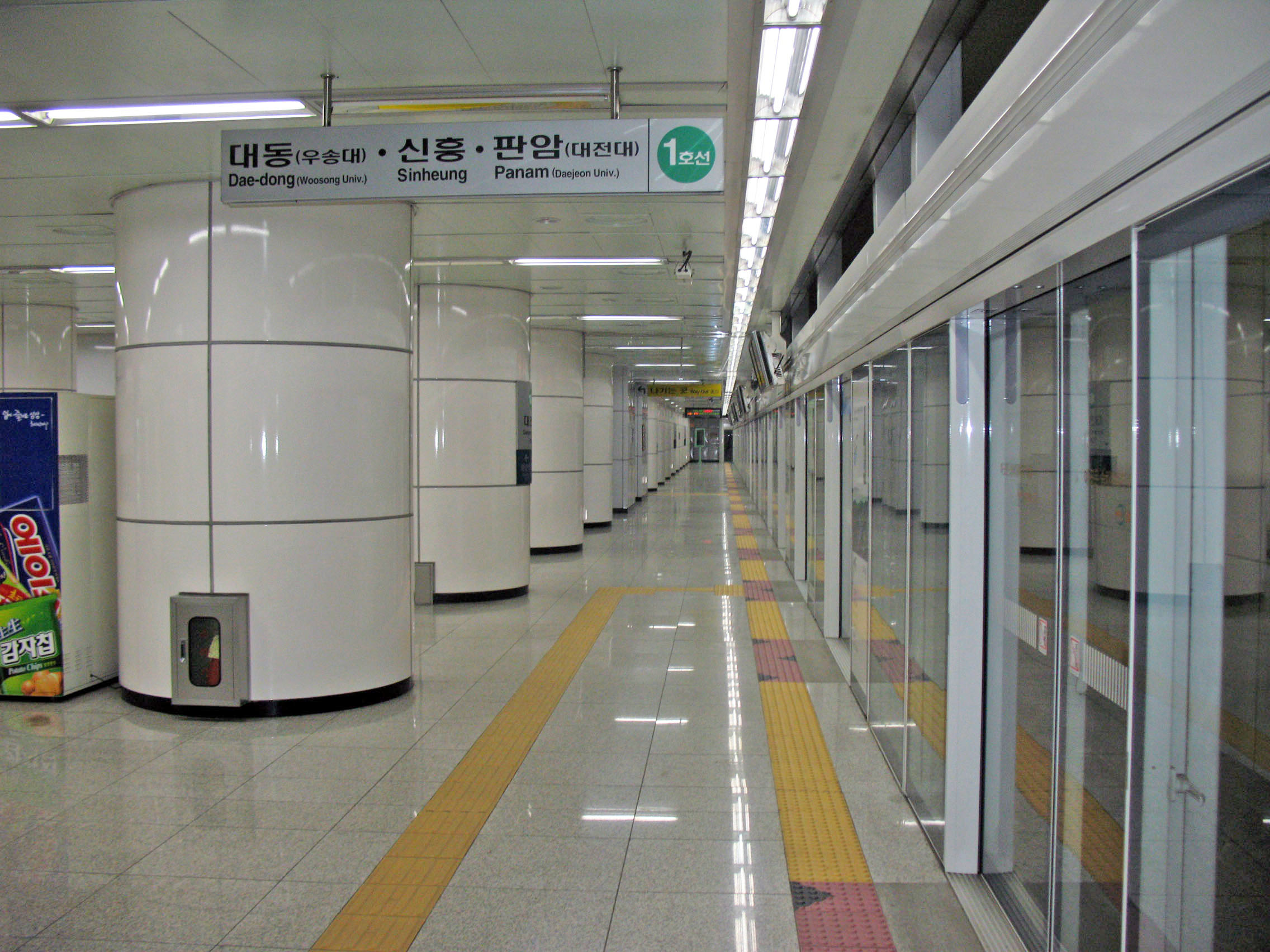
대전 도시철도 1호선의 대전역의 섬식 승강장

승강장의 양쪽이 선로에 접하는 형태를 말한다. 양쪽 승강장이 계단 등의 시설을 공유하므로 승객이 타는 방향을 헷갈릴 염려가 없어 편리하고, 승강장 면적의 효율적 사용이 가능한 면에서 상대식 승강장보다 유리하다. 그러나 선로별 승객의 동선이 겹치므로 승객수가 많은 경우 혼잡해지기 쉬우며, 선로 가운데에 있는 한계로 확장이 어렵다. 선로 사이에 승강장이 있기 때문에 승강장 앞뒤로 남는 공간이 생기게 되며, 이 공간에 유치선이나 회차선을 설치하기도 한다. 개착식 공법을 사용하여 건설할 때 지상의 개착부가 좁을 때나 시간대나 이동 방향별로 승객 수요가 크게 차이나는 곳에서 주로 활용된다.  9호선의 송파나루역과 도카이도 신칸센의 미시마역의 경우, 1면 4선의 좌우측 통과선이 별개로 설치되어 있다. 서울 지하철 7호선의 온수역부터 부천시청역까지 6개역 연속 이 승강장 형태이다. (온수역은 2면 3선의 쌍섬식 승강장이다.)

#### 두단식 승강장
| 승강장↕↕승강장 |

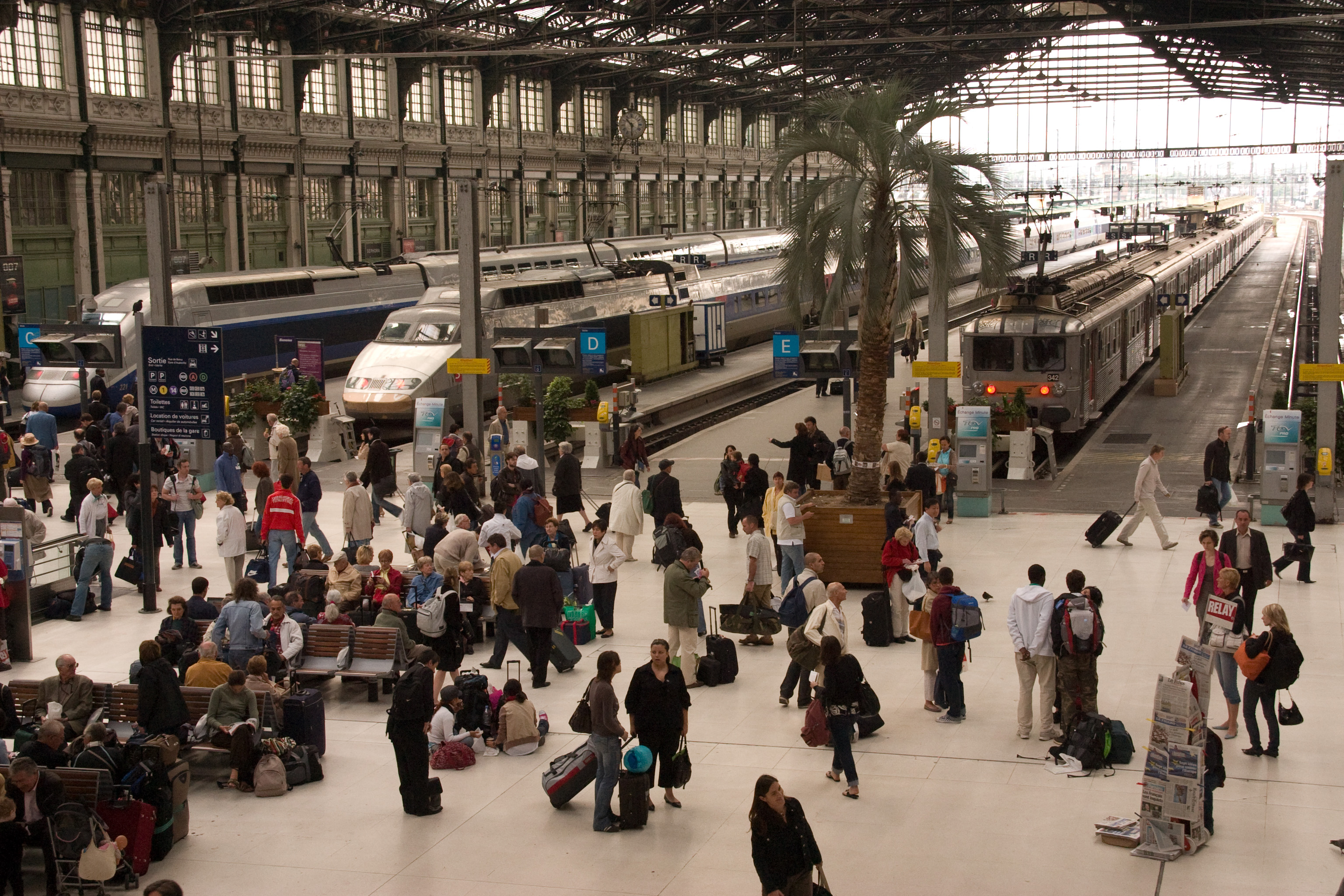
파리 리옹 역 승강장

터미널식 승강장이라고도 불린다. 도착선의 종단이 막혀 있는 형태를 의미한다. 그러므로 선로 연장이 어렵다. 많은 열차가 발착하는 종착역에서 사용되며, 승강장이 모두 같은 평면에서 이어져 있기 때문에 승강장 사이를 이동하기가 다른 형태에 비해 쉽다. 유럽의 경우 파리 리옹 역, 프랑크푸르트 중앙역, 세인트판크라스 역 등의 주요 도시의 터미널역에서 이런 구조를 볼 수 있다. 일본에서는 난바 역, 우메다역 등이 이런 구조이다. 대한민국에서는 인천역, 서울역(천안 방면 급행 승강장), SRT 수서역, 목포역, 여수엑스포역 등에서 볼 수 있다.

#### 쌍섬식 승강장
| 방향별           | 선로별           |
| ---------------- | ---------------- |
| ↓승강장↓↑승강장↑ | ↓승강장↑↓승강장↑ |

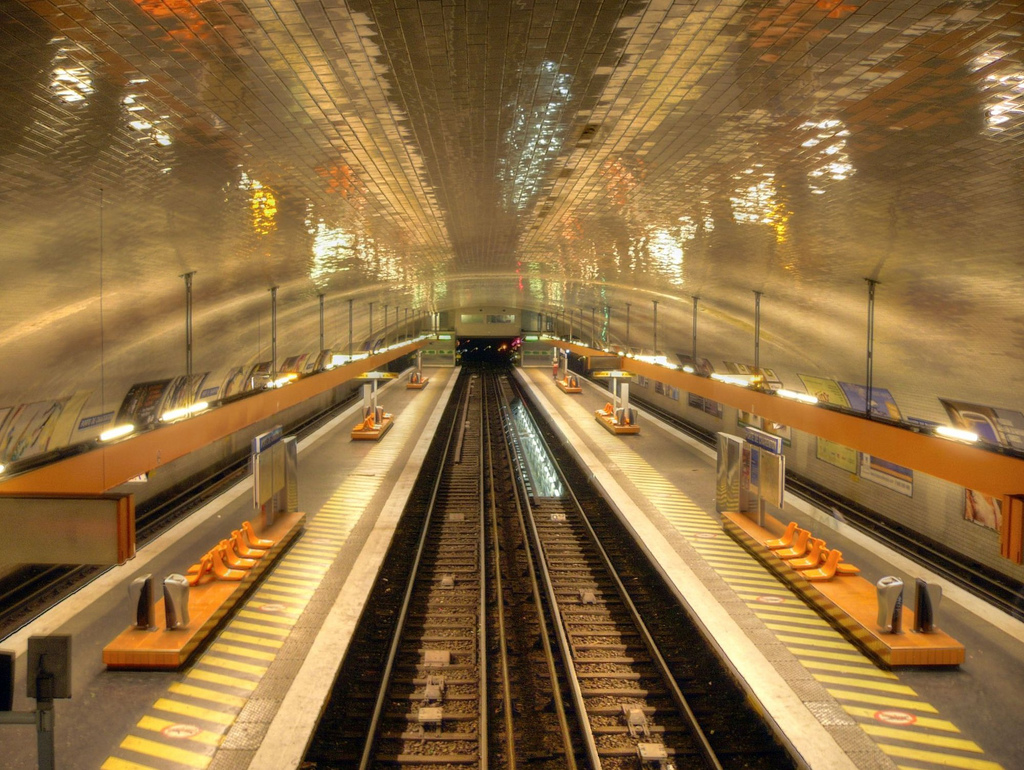
파리 지하철의 쌍섬식 승강장

4개선로의 배선에서 2면의 섬식 승강장을 채용한 구조. 방향별 복복선을 형성하는 구간에서는 같은 승강장을 공유하는 선로 사이의 환승이 한 승강장 안에서 끝나므로 완급 운행을 실시하는 노선의 역이나, 두 노선이 평행하게 만나는 환승역에서 주로 사용된다. 복복선 구조의 경우 경인선 대부분의 역에서 채용하고 있으며, 복선의 경우에도 오리역 등 대피선이 설치된 다수의 역에서 이와 같은 구조를 채용한다.

##### 쌍상대식 승강장(1섬 2상대식 승강장)
| 방향별                 | 선로별                 |
| ---------------------- | ---------------------- |
| 승강장↓↓승강장↑↑승강장 | 승강장↓↑승강장↓↑승강장 |

4개선로의 배선에서 1면의 섬승강장과 2면의 상대식 승강장을 채용한 구조. 쌍섬식과 대비하여, 상대식 승강장을 2개 이어 붙인 것과 같다하여, 쌍상대식 승강장으로 불린다. 주로 2개 노선을 완전히 분리하거나 기존 섬식 승강장에 상대식 승강장을 추가로 건설하면서 나타난다. 일반적으로 환승에 불편한 구조로 알려져 있다. 서울 지하철 2호선 신도림역과 수도권 전철 경의·중앙선 디지털미디어시티역의 전철역 승강장이 이런 형태이다.

##### 2면 3선식 승강장
| ↓승강장↕승강장↑ |

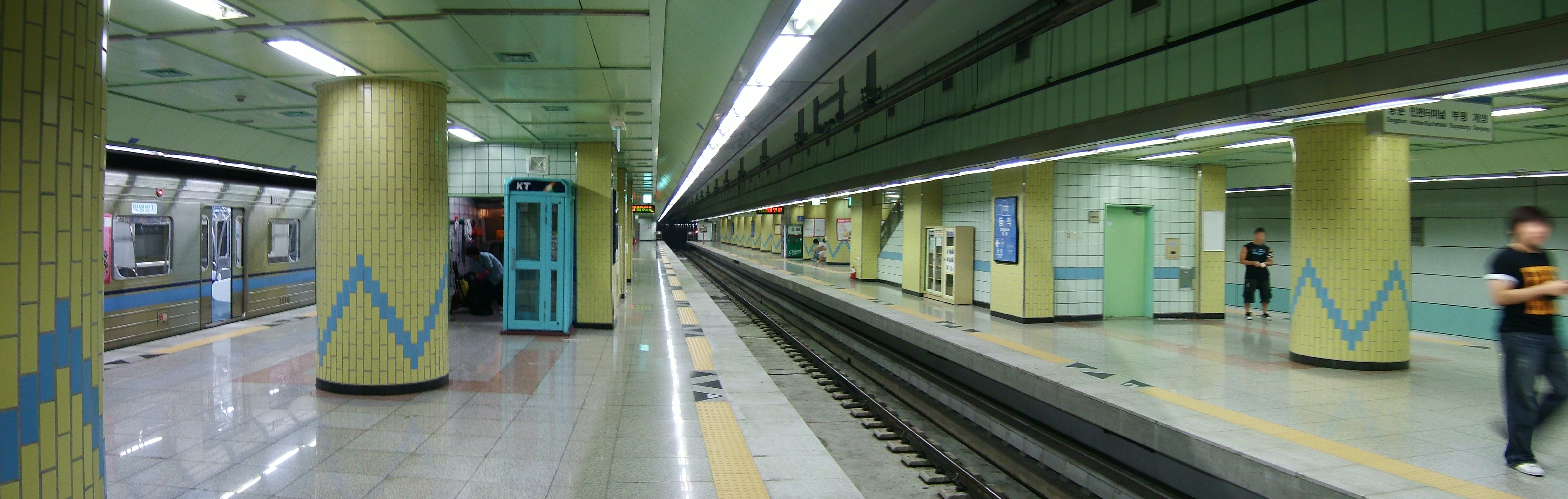
인천 도시철도 1호선 동막역의 2면 3선 쌍섬식 승강장

크게 두 가지 형태가 있다. 하나는 섬식 승강장의 가운데에 선로가 하나 더 설치된 형태로, 주로 가운데 선로를 유치선이나 회차선으로 활용하는 형태이다. 서울교통공사 5호선 방화역과 상일동역, 6호선 봉화산역,  7호선 청담역과 온수역, 수락산역, 대전도시철도 1호선 판암역과 반석역에서 이러한 구조를 사용한다.
다른 하나는 흔히 ‘1섬 1상대식’으로 불리는 형태로, 상대식 승강장 한 쪽에 선로가 하나 더 설치된 형태이다. 이 형태에서는 주로 덧붙여진 선로 하나를 차량기지의 입출고선으로 활용한다. 서울도시철도 5호선 강동역 등에서 이러한 구조를 사용하며, 예전 부산 도시철도 1호선 부산진역도 이러한 형태였다.

##### 상하행 분리형 승강장
| ↓승강장↑승강장 |

1면 2선식 승강장의 혼잡한 현상을 완화하기 위해 섬식 승강장의 선로 한 쪽의 승강장을 분리하는 형태를 말한다. 일정한 명칭은 없지만 상하행 선로가 분리시키는 기능을 하고 있다. 역에 따라서 상행을 분리시키거나 하행을 분리시키는 경우가 있으며 2면 3선식 승강장과 유사하지만 원칙적으로는 2면 2선식 승강장으로 분류된다.
수도권 전철 1호선 외대앞역, 대전 도시철도 1호선 중앙로역, 호남선/호남고속선 정읍역, 게이큐 본선 요코하마역 등이 해당된다. 또한, 부산 도시철도 2호선 호포역의 경우, 승강장의 형태 자체는 2면 2선의 상하행 분리형의 모양을 띠고 있지만, 서쪽 승강장은 현재 사용하지 않고, 1면 2선 섬식 승강장처럼 사용하고 있다.

### 선로의 모양에 따른 구분

#### 직선승강장
직선승강장은 선로가 직선인 역만 포함된다. 발빠짐의 위험이 없으니 안심하게 건넌다. 또한, 남태령역 같은 절연구간 직선승강장도 포함된다.

#### 곡선승강장
곡선승강장은 노선도에서 휘어져있거나 역자체가 휘어진 상태가 있는 역만 포함된다. 발빠짐의 위험이 있으니  진입 안내방송에서 발빠짐 안내방송이 나온다. 양정역, 세마역 같은 코레일 노선은 열차가 곡선역 접근 시 발빠짐 안내방송이 나온다.

## 안전 대책
승강장에서의 추락이나 주행중인 열차와의 접촉은 대부분 큰 사고로 이어지기 때문에, 승강장에는 이를 예방하기 위한 대책이 마련되어 있다.

### 안전선·점자 블록
대부분의 역에서는 승강장 끝에서 일정한 거리에 눈에 띄는 선을 그어, 열차 접근 시에는 이 선 바깥으로 나가지 않도록 방송 등으로 주의를 준다. 또한 시각장애인을 위한 점자 블록을 안전선 안쪽에 설치한다. 안전선은 대개 노란색이나 흰색 등의 다른 색을 사용하기도 한다.

### 펜스와스크린도어
승강장에서의 사고를 방지하기 위해 선로와 승강장 사이를 가로막는 울타리나 자동문이 설치되는 경우가 있다.
울타리는 주로 영어에서 온 펜스(fence)라는 이름으로 불리며, 열차가 정차했을 때 출입문이 위치하는 곳 이외의 부분에 설치한다. 통과 열차가 많거나 그 위치에 열차가 거의 정차하지 않는 경우는 울타리의 틈을 쇠사슬 등으로 막기도 한다.
승강장에 설치하는 자동문은 스크린도어(Platform screen door)라고 불린다. 출입문의 위치와 개수가 일정한 도시 철도나 고속철도역에 주로 설치되며, 열차의 문이 열리면 같은 위치에 있는 스크린도어도 열리도록 되어 있다.

### 적외선 검지기
안전선 바깥쪽에 적외선 검지기를 설치해, 진입중인 열차를 정지시키거나 발차를 막는 것이다. 단독으로 설치되기도 하나, 스크린도어에 포함되어 같이 설치되는 경우가 많다.
- 무인 경전철에서 볼 수 있다.

## 같이 보기
- 스크린도어
- 철도역
- 전철역